# Cartea lui Eli

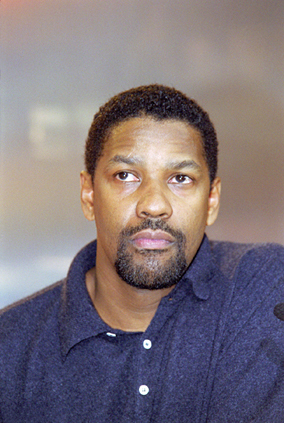

Cartea lui Eli (en. The Book of Eli) este un film american științifico-fantastic din 2010, regizat de frații Hughes, a cărui acțiune se petrece într-o lume post-apocaliptică. În rolurile principale joacă Denzel Washington, Gary Oldman și Mila Kunis. Filmul a fost lansat pe 15 ianuarie 2010.

## Povestea
În lumea post apocaliptică a anului 2043, o persoană singuratică, Eli (Denzel Washington), păzește Cartea lui Eli (o biblie care, din ceea ce știe el, este ultima din lume). Cartea conține cunoștințe ce ar putea răscumpăra societatea decăzută și informații despre sursa tuturor suferințelor. Tiranicul primar (Gary Oldman) dintr-un orășel plănuiește să intre în posesia cărții.

## Producția
În mai 2007, Columbia Pictures și Warner Bros. au semnat cu frații Hughes un contract pentru a realiza filmul Cartea lui Eli, bazat pe un scenariu scris de Gary Whitta. Acest film este primul film regizat de frații Hughes după filmul From Hell din 2001.  Scenariul a fost ulterior rescris de Anthony Peckham iar în septembrie 2008 actorul Denzel Washington a fost distribuit în rolul principal..  În luna următoare, octombrie 2009, Gary Oldman a fost ales să joace alături de Washington.  Filmările au început în februarie 2009 în New Mexico. Alcon Entertainment este finanțatorul filmului și co-producător alături de Silver Pictures.

## Distribuția
- Denzel Washington -  Eli
- Gary Oldman - Carnegie, un primar corupt care vrea să intre în posesia Bibliei.
- Mila Kunis - Solara[11]
- Ray Stevenson - Redridge, un mercenar angajat să-l ucidă pe Eli[12]
- Jennifer Beals - Claudia, mama oarbă a lui Solara și concubina lui Carnegie[13]
- Michael Gambon - George, un om care menține vechile tradiții alături de soția sa[14]
- Evan Jones - liderul unui cvartet de bikers[15]
- Malcolm McDowell - Lombardi
- Frances de la Tour - Martha

Warner Bros. este distribuitorul în Statele Unite și Canada, iar Columbia Pictures distribuție filmul pe plan internațional.

## Regia

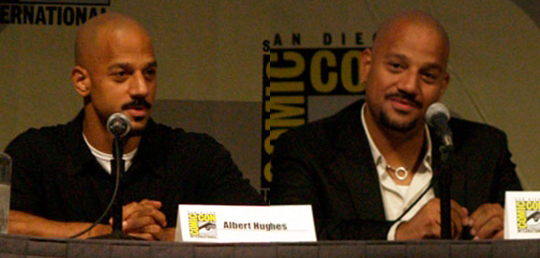
Albert (stînga) și Allen (dreapta) Hughes în 2009 la San Diego Comic-Con International.

Filmul Cartea lui Elieste regizat de Allen Hughes și Albert Hughes, gemenii americani născuți pe 1 aprilie 1972 în Detroit, Michigan, Statele Unite.
Filmele regizate de frații Hughes sunt:
- (1993) Menace II Society
- (1995) Dead Presidents
- (1999)  American Pimp
- (2001) Din Iad (From Hell)
- (2010) Cartea lui Eli (The Book of Eli)

## Marketing
Primul trailer al filmului a fost prezentat la San Diego Comic-Con International 2009 și pe internet pe 23 iulie 2009 în același timp cu premiera filmului american Orphan.